# 街頭募金

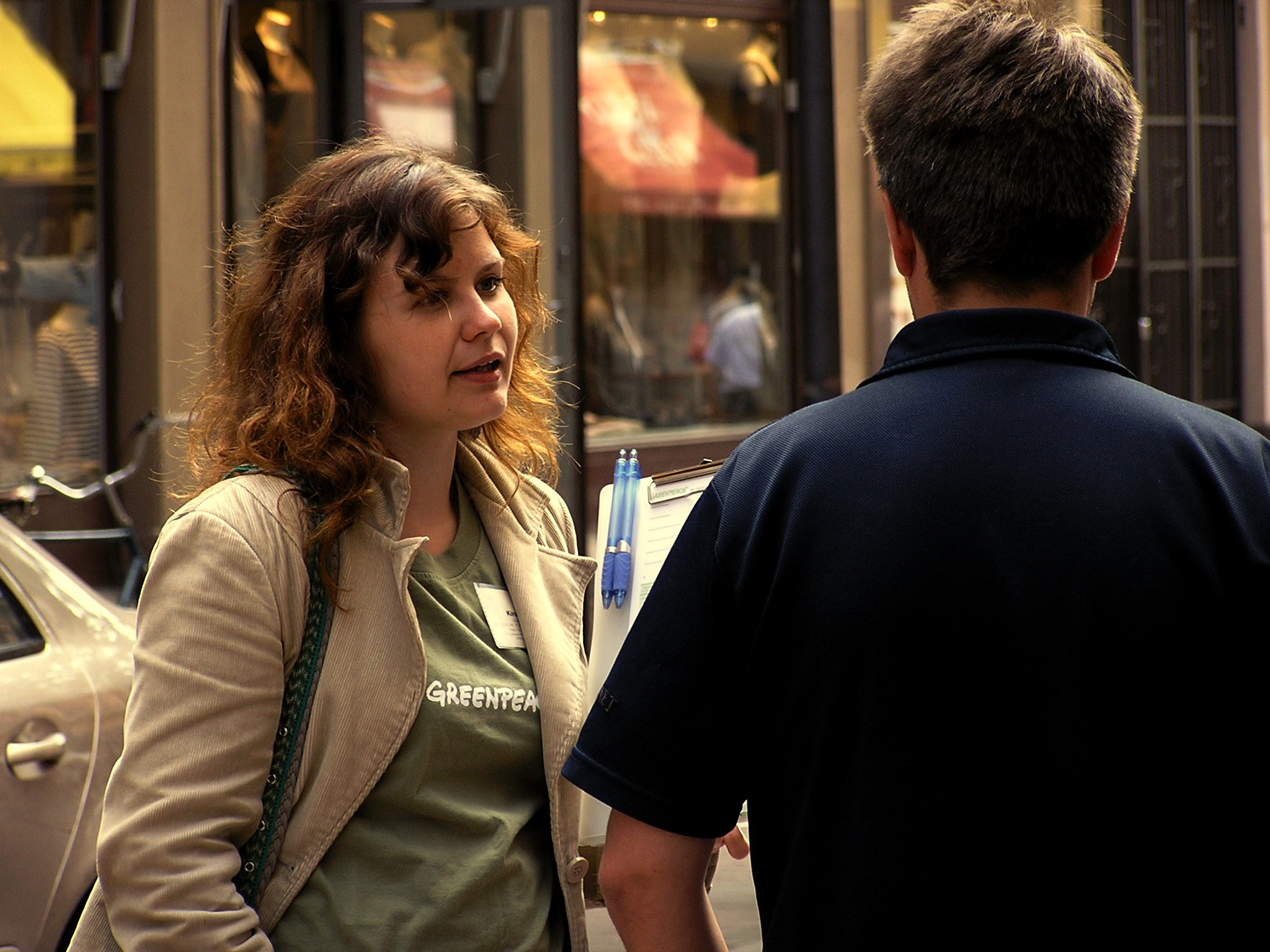
フィンランド・ヘルシンキで通行人と直接話をしながら募金活動を行っている。

街頭募金（がいとうぼきん）とは不特定多数の人々に街頭で無償で金銭を募ること。募金の形態には、戸別募金、法人募金、職域募金、学校募金、興行募金などもあり、街頭募金も募金方法の一種である。

## 英国

### 一般チャリティ
イギリスでは募金の方法によってチャリティの形態は、会員制チャリティ、一般チャリティ、遺言による寄付、物品販売、企業寄付などがあり、このうち街頭募金は一般チャリティに属する。

### 歴史
イギリスでは1960年チャリティ法が制定され行政上の監督を原則としてチャリティ委員会に一元化された後、1992年チャリティ法及び1993年チャリティ法が制定された。1992年法では募金活動で不正が多くみられたことへの対応として、専門的に募金活動等を行う者等の募金状況に関する情報公開などが規定された。さらに1993年チャリティ法ではチャリティ委員会の権限の強化が図られた。
2011年チャリティ法でも募金活動の認可証の発行とその継続の判断をチャリティ委員会の権限としている。

## 日本

### 歴史
太平洋戦争直後には生活に困窮する傷痍軍人らが街頭募金する姿が見られるようになった。
このため1950年頃には、各都道府県単位で募金活動を制限する募金条例が制定される例が増えた。2000年代以降の現在でも、街頭募金の場所・規模によって、所管の警察署に道路使用許可を得ることや自治体への事前届出が必要である場合がある。
東日本大震災後は、被災者救済の為の街頭募金があちこちで見られた。

### 活動例
以下のような「羽根」が活動のシンボルマークとなっているものが多く、寄付金をマークにちなんだ記念品の羽根と引き換える例となっていることがある。
- 緑の募金：緑の募金法に基づく国土緑化の募金。担当は国土緑化推進機構。強化月間は毎年4月中旬から5月中旬。
- 幸福の黄色い羽根（幸福：読み「しあわせ」）：法務省が主唱。強化月間は毎年7月。
- 青い羽根募金： 日本水難救済会 (MRJ)が主催。強化月間は毎年7月頭から8月末。高額の寄付者は褒章の対象となる。
- 赤い羽根共同募金：中央共同募金会が主催。強化月間は10月頭から12月末。
- 水色の羽根募金：漁船海難遺児育英会が主催。

一部地域で実施されている募金活動
- 白い羽根募金：白い羽根の中心部に赤十字のシールが貼られた仕様で日本赤十字社が主催していた。現在は青少年赤十字協議会や地方支部が募金活動を行い、寄付金が日本赤十字社に送られる形で実施されている場所がある。

終了した募金活動
- 黒い羽根運動：1959年 - 1960年に日本で行われた炭鉱失業者生活助け合い運動。